# Dendrocorticium piceinum
Dendrocorticium piceinum är en svampart som beskrevs av P.A. Lemke 1977. Dendrocorticium piceinum ingår i släktet Dendrocorticium och familjen Corticiaceae.   Inga underarter finns listade i Catalogue of Life.